# Kis Jankó Bori
Kis Jankó Bori (Gáspár Mártonné Molnár Borbála, Mezőkövesd, 1876. augusztus 27. – Mezőkövesd, 1954. július 14.) magyar, matyó hímzőasszony és mintaíró. A népművészet mestere (1953.) Nagyapja Nagy János szűcsmester, ragadványnevét – Kis Jankó – használta. A mezőkövesdi matyó hímzések előrajzolója és továbbfejlesztője. Ő alkotta meg a rózsák és virágok legtöbb variációját. Emlékére háromévente hímzőversenyt rendeznek, ahol átadják a Kisjankó Bori-díjat. 

## Életpályája
Kisjankó Bori hat gyermeknek adott életet. Az elsőszülött és a legkisebb gyermek elhunyt. Így négy fiúgyermeket nevelt fel. Kisjankó Bori néni családfáját kutatja a neves íróasszony unokája, Gáspár Gábor pécsi testnevelőtanár. Dédunokája, ifj. Gáspár Gábor szintén testnevelőtanár. Szándéka az édesapja kutatásaiból összegyűjtött anyagot és a hagyatékot élővé tenni, ezzel tisztelegve munkássága és a matyó hagyományok megőrzése előtt. Az eredeti rajzok, minták, hímzések, kompozíciók felhasználásával ruha-, illetve ajándéktárgyakból álló kollekciót hozott létre, aminek neve: "Kissing Roses-original matyó composition by Kisjankó Bori."
A mezőkövesdi hímzést díszesebbé, színesebbé tette, valamint motívumokkal gazdagította. 1945 után egyik alapító tagja volt a mezőkövesdi Matyó Háziipari Szövetkezetnek. Több kiállításon is szerepelt kézimunkáival. 1955-ben Budapesten műveiből emlékkiállítást rendeztek.

## Díjai, elismerései
- Népművészet Mestere díj (1953)

## Emlékezete
1963 óta lakóháza emlékmúzeum. Ugyanebben az évben Népi Iparművészeti Tanács és a Borsod megyei Tanács VB. megalapította a Kis Jankó Bori emlékdíjat, melyet évente osztanak ki Magyarország legkiválóbb hímzőinek. Nevét a három évenként megrendezett Országos Kis Jankó Bori hímzőpályázat, valamint egy szobor is őrzi.